# Kumar Rocker
Pour les articles homonymes, voir Rocker.
Kumar Rocker, né le 22 novembre 1999 à Watkinsville en Géorgie aux États-Unis, est un lanceur droitier jouant pour les Rangers du Texas en Ligue majeure de baseball.

## Carrière
En 2019, Kumar Rocker est désigné meilleur joueur des College World Series qu'il remporte avec l'équipe universitaire des Commodores de Vanderbilt, cumulant 44 retraits sur des prises et limitant sa moyenne de points mérités à 0,96 en quatre matchs débutés.
Sélectionné par les Mets de New York lors du repêchage de la Ligue majeure de baseball 2021, Kumar Rocker ne trouve pas d'accord financier avec la franchise, le club exprimant des réticences après l'examen physique du joueur, le contrat d'une valeur de six millions de dollars envisagé n’est pas paraphé.
ll'équipe universitaire des Commodores de Vanderbilt, Rocker a décidé de signer avec les ValleyCats de Tri-City et de jouer une fois par semaine par la ligue Frontière. 
Quelques jours avant le repêchage de la Ligue majeure de baseball 2022, ESPN révèle que le lanceur a été opéré de l’épaule droite en septembre 2021. 
Sélectionné avec le troisième choix par les Rangers du Texas en 2022, Rocker devient le cinquième joueur à être sélectionné deux années consécutivement dans les dix premiers choix de repêchage. Quelques heures après sa sélection, il signe un contrat de 5,2 millions de dollars avec les Texans.